# V. Dias
V. Dias – portugalski rugbysta, trzykrotny reprezentant Portugalii w rugby union mężczyzn.
Jego pierwszym meczem w reprezentacji było spotkanie z Belgią, które zostało rozegrane 21 kwietnia 1968. Ostatni raz w reprezentacji zagrał 12 maja 1968 z Włochami w Lizbonie.